# شاخص استریتس تایمز
شاخص استریتس تایمز (به انگلیسی: Straits Times Index) شاخص بازار سهام بورس سنگاپور است، که توسط شرکت بریتانیایی فوتسی گروپ، سنگاپور پرس و بورس اوراق بهادار سنگاپور مدیریت و محاسبه می‌شود.
شاخص استریتس تایمز از ۳۰ شرکت فهرست شده در بورس سنگاپور که بالاترین میزان ارزش بازار سرمایه را دارا هستند، تشکیل شده است و هم‌اکنون شاخص اصلی بازار بورس سنگاپور به‌شمار می‌آید.
۳۰ شرکت شاخص استریتس تایمز در تاریخ ۱۳ نوامبر ۲۰۱۳ در فهرست زیر ذکر شده‌اند.
| نماد بورس | شرکت                  |
| --------- | --------------------- |
| SGX: Z74  | سینگ‌تل                |
| SGX: J37  | جاردین استراتژیک      |
| SGX: J36  | جاردین ماتسون         |
| SGX: D05  | دی‌بی‌اس بانک           |
| SGX: O39  | اوسی‌بی‌سی بانک         |
| SGX: U11  | یونایتد اورسیز بانک   |
| SGX: F34  | ویلمار اینترنشنال     |
| SGX: BN4  | کپل کورپوریشن         |
| SGX: H78  | هنگ کنگ لند           |
| SGX: G13  | جنتینگ سنگاپور        |
| SGX: C07  | جاردین سایکل اند کریج |
| SGX: C31  | کپیتال لند            |
| SGX: C6L  | سنگاپور ایرلاینز      |
| SGX: Y92  | تای‌بیو                |
| SGX: MC0  | گلوبال لجستیک         |
| SGX: C09  | سیتی دولاپمنت         |
| SGX: S63  | مهندسی اس‌تی           |
| SGX: S51  | سمب‌کورپ مارین         |
| SGX: U96  | مهندسی سمب‌کورپ        |
| SGX: NS8U | هاچیسون پورت          |
| SGX: E5H  | گولدن اگری            |
| SGX: N21  | نوبل گروپ             |
| SGX: S68  | بورس سنگاپور          |
| SGX: C38U | کپیتال لند            |
| SGX: JS8  | کپیتال مال            |
| SGX: T39  | سنگاپور پرس           |
| SGX: CC3  | استارهاب              |
| SGX: O32  | اولام اینترنشنال      |
| SGX: S59  | مهندسی اس‌آی‌ای         |
| SGX: C52  | کامفورت‌دلگرو          |